# Hrvatska nogometna liga 2022-2023
La Hrvatska nogometna liga 2022-2023, conosciuta anche come SuperSport Hrvatska nogometna liga 2022-2023 per motivi di sponsorizzazione, è stata la 32ª edizione della massima serie del Campionato croato di calcio, la prima con la nuova denominazione. L'inizio era programmato per il 15 luglio 2022 e la conclusione per il 4 giugno 2023, con una pausa fra la 17ª (11/13 novembre) e la 18ª giornata (20/22 gennaio) per la disputa del Campionato mondiale di calcio 2022.
La Dinamo Zagabria ha vinto il titolo per la 24ª volta nella sua storia, la sesta consecutiva.
La HRT è tornata, dopo una pausa di 11 anni, a trasmettere alcune (27 a stagione per 4 anni, 108 in totale) gare di campionato in chiaro, soprattutto i "derby", termine che in Croazia è esteso anche alle sfide di cartello, non soltanto alle stracittadine.

## Stagione

### Novità
Dalla stagione 2021-2022 è stato retrocesso lo Hrvatski Dragovoljac, mentre dalla Druga HNL è stato promosso il Varaždin.
La HNL è passata dal 18º al 19º posto del ranking UEFA e rimane con un posto per le qualificazioni alla UEFA Champions League.

### Regolamento
Le 10 squadre partecipanti si affrontano in un doppio girone di andata e ritorno per un totale di 36 giornate.

La prima classificata è campione di Croazia e si qualifica per il secondo turno di qualificazione della UEFA Champions League 2023-2024.

Le squadre classificate al secondo e terzo posto si qualificano per il secondo turno di qualificazione della UEFA Europa Conference League 2023-2024, la vincitrice della Coppa di Croazia, invece, al terzo turno.

L'ultima classificata retrocede direttamente in Prva NL 2023-2024.

## Squadre partecipanti
| Squadra             | Città         | Stadio                                  | Stagione precedente |
| ------------------- | ------------- | --------------------------------------- | ------------------- |
| Dinamo Zagabria     | Zagabria      | Stadio Maksimir                         | 1º in 1. HNL        |
| Hajduk Spalato      | Spalato       | Stadio di Poljud                        | 2º in 1. HNL        |
| HNK Gorica          | Velika Gorica | Stadio municipale                       | 6º in 1. HNL        |
| Istria 1961         | Pola          | Stadio Aldo Drosina                     | 9º in 1. HNL        |
| Lokomotiva Zagabria | Zagabria      | ŠRC Hitrec-Kacijan Stadio Kranjčevićeva | 5º in 1. HNL        |
| Osijek              | Osijek        | Stadio Gradski vrt                      | 3º in 1. HNL        |
| Rijeka              | Fiume         | Stadio Rujevica                         | 4º in 1. HNL        |
| Sebenico            | Sebenico      | Stadio Šubićevac                        | 8º in 1. HNL        |
| Slaven Belupo       | Koprivnica    | Stadio municipale Ivan Kušek-Apaš       | 7º in 1. HNL        |
| Varaždin            | Varaždin      | Stadio Anđelko Herjavec                 | 1º in 2. HNL        |

## Allenatori
| Club            | Allenatore                                                                                  |
| --------------- | ------------------------------------------------------------------------------------------- |
| Dinamo Zagabria | Ante Čačić (1ª-27ª) Igor Bišćan (28ª-36ª)                                                   |
| Hajduk Spalato  | Valdas Dambrauskas (1ª-9ª) Mislav Karoglan (10ª-17ª) Ivan Leko (18ª-36ª)                    |
| HNK Gorica      | Samir Toplak (1ª-7ª) Igor Angelovski (8ª-16ª) Mensur Mujdža Željko Sopić (17ª-36ª)          |
| Istria 1961     | Gonzalo García                                                                              |
| Lok. Zagabria   | Silvijo Čabraja                                                                             |
| Osijek          | Nenad Bjelica (1ª-7ª) Rene Poms (8ª-23ª) Borimir Perković (24ª-30ª) Stjepan Tomas (31ª-36ª) |
| Rijeka          | Dragan Tadić (1ª-5ª) Fausto Budicin (6ª-8ª) Serse Cosmi (9ª-17ª) Sergej Jakirović (18ª-36ª) |
| Sebenico        | Damir Canadi (1ª-10ª) Mario Cvitanović (11ª-19ª) Damir Canadi (20ª-36ª)                     |
| Slaven Belupo   | Zoran Zekić                                                                                 |
| Varaždin        | Mario Kovačević                                                                             |

## Classifica
|                    | Pos. | Squadra             | Pt | G  | V  | N  | P  | GF | GS | DR  |
| ------------------ | ---- | ------------------- | -- | -- | -- | -- | -- | -- | -- | --- |
| Croazia (bandiera) | 1.   | Dinamo Zagabria     | 81 | 36 | 24 | 9  | 3  | 81 | 28 | +53 |
|                    | 2.   | Hajduk Spalato      | 71 | 36 | 21 | 8  | 7  | 65 | 41 | +24 |
|                    | 3.   | Osijek              | 50 | 36 | 13 | 11 | 12 | 46 | 41 | +5  |
|                    | 4.   | Rijeka              | 49 | 36 | 14 | 7  | 15 | 44 | 44 | 0   |
|                    | 5.   | Istria 1961         | 46 | 36 | 11 | 13 | 12 | 36 | 38 | −2  |
|                    | 6.   | Varaždin            | 46 | 36 | 12 | 10 | 14 | 41 | 51 | −10 |
|                    | 7.   | Lokomotiva Zagabria | 43 | 36 | 11 | 10 | 15 | 45 | 50 | −5  |
|                    | 8.   | Slaven Belupo       | 43 | 36 | 10 | 13 | 13 | 27 | 46 | −19 |
|                    | 9.   | HNK Gorica          | 32 | 36 | 7  | 11 | 18 | 36 | 50 | −14 |
|                    | 10.  | Sebenico            | 27 | 36 | 5  | 12 | 19 | 24 | 56 | −32 |

Legenda:
      Campione di Croazia e qualificata al 2º turno di qualificazione della UEFA Champions League 2023-2024.
      Qualificata al 3º turno di qualificazione della UEFA Europa Conference League 2023-2024.
      Qualificata al 2º turno di qualificazione della UEFA Europa Conference League 2023-2024.
      Retrocessa in 1. NL 2023-2024.
Regolamento:
Tre punti a vittoria, uno a pareggio, zero a sconfitta.

## Risultati

### Tabellone
|                     | Din  | Haj  | Gor  | Ist  | Lok  | Osi  | Rij  | Šib  | Sla  | Var  |
| ------------------- | ---- | ---- | ---- | ---- | ---- | ---- | ---- | ---- | ---- | ---- |
| Dinamo Zagabria     | –––– | 4-1  | 0-0  | 4-1  | 3-2  | 5-2  | 3-1  | 3-0  | 4-1  | 3-1  |
| Dinamo Zagabria     | –––– | 4-0  | 4-1  | 1-0  | 2-1  | 1-1  | 1-0  | 4-0  | 4-0  | 2-0  |
| Hajduk Spalato      | 1-1  | –––– | 3-1  | 2-2  | 2-1  | 3-1  | 2-0  | 2-1  | 5-1  | 2-1  |
| Hajduk Spalato      | 0-0  | –––– | 2-1  | 2-2  | 3-4  | 3-0  | 1-2  | 3-0  | 1-0  | 2-0  |
| HNK Gorica          | 0-1  | 0-1  | –––– | 0-2  | 3-2  | 0-1  | 0-2  | 0-0  | 1-1  | 0-0  |
| HNK Gorica          | 1-1  | 0-0  | –––– | 5-4  | 1-0  | 2-0  | 1-0  | 0-3  | 0-0  | 5-2  |
| Istra 1961          | 1-0  | 0-2  | 1-0  | –––– | 1-2  | 1-0  | 1-1  | 0-0  | 0-0  | 1-2  |
| Istra 1961          | 0-0  | 3-0  | 1-0  | –––– | 0-0  | 1-0  | 0-2  | 3-0  | 1-1  | 2-1  |
| Lokomotiva Zagabria | 1-2  | 2-2  | 2-1  | 2-0  | –––– | 2-1  | 3-1  | 1-1  | 0-1  | 1-2  |
| Lokomotiva Zagabria | 1-2  | 0-3  | 2-2  | 3-1  | –––– | 1-0  | 1-2  | 1-0  | 1-0  | 1-1  |
| Osijek              | 1-0  | 2-1  | 2-1  | 2-0  | 4-1  | –––– | 1-1  | 1-1  | 0-0  | 2-2  |
| Osijek              | 0-0  | 0-2  | 2-0  | 1-0  | 2-2  | –––– | 1-1  | 0-0  | 0-0  | 0-1  |
| Rijeka              | 2-7  | 0-1  | 1-1  | 0-1  | 3-0  | 0-3  | –––– | 0-0  | 0-1  | 1-2  |
| Rijeka              | 1-2  | 2-0  | 2-0  | 2-2  | 2-0  | 1-1  | –––– | 1-0  | 0-1  | 3-1  |
| Šibenik             | 1-2  | 1-1  | 1-1  | 0-0  | 2-1  | 0-2  | 0-1  | –––– | 0-2  | 1-2  |
| Šibenik             | 2-1  | 2-3  | 0-4  | 0-0  | 0-4  | 1-4  | 1-2  | –––– | 3-1  | 0-2  |
| Slaven Belupo       | 1-5  | 2-2  | 2-1  | 0-3  | 0-0  | 0-4  | 2-1  | 0-0  | –––– | 1-0  |
| Slaven Belupo       | 1-1  | 0-1  | 1-1  | 2-0  | 0-0  | 2-1  | 1-3  | 0-1  | –––– | 1-1  |
| Varazdin 2012       | 1-1  | 0-2  | 2-1  | 1-1  | 0-0  | 4-1  | 0-3  | 2-2  | 0-1  | –––– |
| Varazdin 2012       | 1-3  | 1-4  | 2-1  | 0-0  | 0-0  | 1-3  | 2-0  | 2-0  | 1-0  | –––– |

### Calendario 1-18
| Andata (1ª) | Andata (1ª) | 1ª giornata              | Ritorno (10ª) | Ritorno (10ª) |
|             |             |                          |               |               |
| 16 luglio   | 0-2         | Istra 1961 - Hajduk      | 2-2           | 17 settembre  |
| 16 luglio   | 0-1         | Varaždin - Slaven Belupo | 0-1           | 17 settembre  |
| 16 luglio   | 3-2         | Dinamo - Lokomotiva      | 2-1           | 17 settembre  |
| 16 luglio   | 2-1         | Osijek - Gorica          | 1-0           | 17 settembre  |
| 16 luglio   | 0-1         | Šibenik - Rijeka         | 0-0           | 17 settembre  |

| Andata (2ª)  | Andata (2ª) | 2ª giornata            | Ritorno (11ª) | Ritorno (11ª) |
|              |             |                        |               |               |
| 14 settembre | 2-0         | Hajduk - Rijeka        | 1-0           | 1º ottobre    |
| 23 luglio    | 0-0         | Gorica - Šibenik       | 1-1           | 1º ottobre    |
| 23 luglio    | 2-1         | Lokomotiva - Osijek    | 1-4           | 1º ottobre    |
| 23 luglio    | 1-5         | Slaven Belupo - Dinamo | 1-4           | 1º ottobre    |
| 23 luglio    | 1-2         | Istra 1961 - Varaždin  | 1-1           | 1º ottobre    |

| Andata (3ª) | Andata (3ª) | 3ª giornata            | Ritorno (12ª) | Ritorno (12ª) |
|             |             |                        |               |               |
| 30 luglio   | 4-1         | Dinamo - Istra 1961    | 0-1           | 15 mar.       |
| 30 luglio   | 0-0         | Osijek - Slaven Belupo | 4-0           | 8 ottobre     |
| 30 luglio   | 0-2         | Varaždin - Hajduk      | 1-2           | 8 ottobre     |
| 30 luglio   | 2-1         | Šibenik - Lokomotiva   | 1-1           | 8 ottobre     |
| 30 luglio   | 1-1         | Rijeka - Gorica        | 2-0           | 8 ottobre     |

| Andata (4ª) | Andata (4ª) | 4ª giornata             | Ritorno (13ª) | Ritorno (13ª) |
|             |             |                         |               |               |
| 6 agosto    | 1-1         | Varaždin - Dinamo       | 1-3           | 15 ottobre    |
| 6 agosto    | 3-1         | Lokomotiva - Rijeka     | 0-3           | 15 ottobre    |
| 6 agosto    | 1-0         | Istra 1961 - Osijek     | 0-2           | 15 ottobre    |
| 6 agosto    | 0-0         | Slaven Belupo - Šibenik | 2-0           | 15 ottobre    |
| 26 ottobre  | 3-1         | Hajduk - Gorica         | 1-0           | 15 ottobre    |

| Andata (5ª) | Andata (5ª) | 5ª giornata            | Ritorno (14ª) | Ritorno (14ª) |
|             |             |                        |               |               |
| 13 agosto   | 4-1         | Dinamo - Hajduk        | 1-1           | 22 ottobre    |
| 13 agosto   | 2-2         | Osijek - Varaždin      | 1-4           | 22 ottobre    |
| 13 agosto   | 0-0         | Šibenik - Istra 1961   | 0-0           | 22 ottobre    |
| 13 agosto   | 0-1         | Rijeka - Slaven Belupo | 1-2           | 22 ottobre    |
| 13 agosto   | 3-2         | Gorica - Lokomotiva    | 1-2           | 22 ottobre    |

| Andata (6ª) | Andata (6ª) | 6ª giornata            | Ritorno (15ª) | Ritorno (15ª) |
|             |             |                        |               |               |
| 20 agosto   | 5-2         | Dinamo - Osijek        | 0-1           | 29 ottobre    |
| 20 agosto   | 2-1         | Hajduk - Lokomotiva    | 2-2           | 29 ottobre    |
| 20 agosto   | 2-1         | Slaven Belupo - Gorica | 1-1           | 29 ottobre    |
| 20 agosto   | 1-1         | Istra 1961 - Rijeka    | 1-0           | 29 ottobre    |
| 20 agosto   | 2-2         | Varaždin - Šibenik     | 2-1           | 29 ottobre    |

| Andata (7ª) | Andata (7ª) | 7ª giornata                | Ritorno (16ª) | Ritorno (16ª) |
|             |             |                            |               |               |
| 27 agosto   | 2-1         | Osijek - Hajduk            | 1-3           | 5 novembre    |
| 27 agosto   | 1-2         | Šibenik - Dinamo           | 0-3           | 5 novembre    |
| 27 agosto   | 1-2         | Rijeka - Varaždin          | 3-0           | 5 novembre    |
| 27 agosto   | 0-2         | Gorica - Istra 1961        | 0-1           | 5 novembre    |
| 27 agosto   | 0-1         | Lokomotiva - Slaven Belupo | 0-0           | 5 novembre    |

| Andata (8ª) | Andata (8ª) | 8ª giornata             | Ritorno (17ª) | Ritorno (17ª) |
|             |             |                         |               |               |
| 3 settembre | 2-1         | Varaždin - Gorica       | 0-0           | 18 gennaio    |
| 3 settembre | 1-1         | Osijek - Šibenik        | 2-0           | 12 novembre   |
| 3 settembre | 3-1         | Dinamo - Rijeka         | 7-2           | 12 novembre   |
| 3 settembre | 5-1         | Hajduk - Slaven Belupo  | 2-2           | 12 novembre   |
| 3 settembre | 1-2         | Istra 1961 - Lokomotiva | 0-2           | 12 novembre   |

| \| Andata (9ª) \| Andata (9ª) \| 9ª giornata \| Ritorno (18ª) \| Ritorno (18ª) \| \| \| \| \| \| \| \| 10 settembre \| 0-1 \| Gorica - Dinamo \| 0-0 \| 21 gennaio \| \| 10 settembre \| 0-3 \| Rijeka - Osijek \| 1-1 \| 21 gennaio \| \| 10 settembre \| 1-1 \| Šibenik - Hajduk \| 1-2 \| 21 gennaio \| \| 10 settembre \| 1-2 \| Lokomotiva - Varaždin \| 0-0 \| 21 gennaio \| \| 10 settembre \| 0-3 \| Slaven Belupo - Istra 1961 \| 0-0 \| 21 gennaio \| |             |                            |               |               |
| Andata (9ª) | Andata (9ª) | 9ª giornata                | Ritorno (18ª) | Ritorno (18ª) |
| |             |                            |               |               |
| 10 settembre | 0-1         | Gorica - Dinamo            | 0-0           | 21 gennaio    |
| 10 settembre | 0-3         | Rijeka - Osijek            | 1-1           | 21 gennaio    |
| 10 settembre | 1-1         | Šibenik - Hajduk           | 1-2           | 21 gennaio    |
| 10 settembre | 1-2         | Lokomotiva - Varaždin      | 0-0           | 21 gennaio    |
| 10 settembre | 0-3         | Slaven Belupo - Istra 1961 | 0-0           | 21 gennaio    |

### Calendario 19-36
| Andata (19ª) | Andata (19ª) | 1ª giornata              | Ritorno (28ª) | Ritorno (28ª) |
|              |              |                          |               |               |
| 28 gennaio   | 3-0          | Istra 1961 - Hajduk      | 2-2           | 8 aprile      |
| 28 gennaio   | 1-0          | Varaždin - Slaven Belupo | 1-1           | 8 aprile      |
| 28 gennaio   | 2-1          | Dinamo - Lokomotiva      | 2-1           | 8 aprile      |
| 28 gennaio   | 2-0          | Osijek - Gorica          | 0-2           | 8 aprile      |
| 28 gennaio   | 1-2          | Šibenik - Rijeka         | 0-1           | 8 aprile      |

| Andata (20ª) | Andata (20ª) | 2ª giornata            | Ritorno (29ª) | Ritorno (29ª) |
|              |              |                        |               |               |
| 4 febbraio   | 1-2          | Hajduk - Rijeka        | 0-2           | 15 aprile     |
| 4 febbraio   | 0-3          | Gorica - Šibenik       | 4-0           | 15 aprile     |
| 4 febbraio   | 1-0          | Lokomotiva - Osijek    | 2-2           | 15 aprile     |
| 4 febbraio   | 1-1          | Slaven Belupo - Dinamo | 0-4           | 15 aprile     |
| 4 febbraio   | 2-1          | Istra 1961 - Varaždin  | 0-0           | 15 aprile     |

| Andata (21ª) | Andata (21ª) | 3ª giornata            | Ritorno (30ª) | Ritorno (30ª) |
|              |              |                        |               |               |
| 11 febbraio  | 1-0          | Dinamo - Istra 1961    | 0-0           | 22 aprile     |
| 11 febbraio  | 0-0          | Osijek - Slaven Belupo | 1-2           | 22 aprile     |
| 11 febbraio  | 1-4          | Varaždin - Hajduk      | 0-2           | 22 aprile     |
| 11 febbraio  | 0-4          | Šibenik - Lokomotiva   | 0-1           | 22 aprile     |
| 11 febbraio  | 2-0          | Rijeka - Gorica        | 0-1           | 22 aprile     |

| Andata (22ª) | Andata (22ª) | 4ª giornata             | Ritorno (31ª) | Ritorno (31ª) |
|              |              |                         |               |               |
| 18 febbraio  | 1-3          | Varaždin - Dinamo       | 0-2           | 26 aprile     |
| 18 febbraio  | 1-2          | Lokomotiva - Rijeka     | 0-2           | 26 aprile     |
| 18 febbraio  | 1-0          | Istra 1961 - Osijek     | 0-1           | 26 aprile     |
| 18 febbraio  | 0-1          | Slaven Belupo - Šibenik | 1-3           | 26 aprile     |
| 18 febbraio  | 2-1          | Hajduk - Gorica         | 0-0           | 26 aprile     |

| Andata (23ª) | Andata (23ª) | 5ª giornata            | Ritorno (32ª) | Ritorno (32ª) |
|              |              |                        |               |               |
| 25 febbraio  | 4-0          | Dinamo - Hajduk        | 0-0           | 30 aprile     |
| 25 febbraio  | 0-1          | Osijek - Varaždin      | 3-1           | 30 aprile     |
| 25 febbraio  | 0-0          | Šibenik - Istra 1961   | 0-3           | 30 aprile     |
| 25 febbraio  | 0-1          | Rijeka - Slaven Belupo | 3-1           | 30 aprile     |
| 25 febbraio  | 1-0          | Gorica - Lokomotiva    | 2-2           | 30 aprile     |

| Andata (24ª) | Andata (24ª) | 6ª giornata            | Ritorno (33ª) | Ritorno (33ª) |
|              |              |                        |               |               |
| 4 marzo      | 1-1          | Dinamo - Osijek        | 0-0           | 6 maggio      |
| 4 marzo      | 3-4          | Hajduk - Lokomotiva    | 3-0           | 6 maggio      |
| 4 marzo      | 1-1          | Slaven Belupo - Gorica | 0-0           | 6 maggio      |
| 4 marzo      | 0-2          | Istra 1961 - Rijeka    | 2-2           | 6 maggio      |
| 4 marzo      | 2-0          | Varaždin - Šibenik     | 2-0           | 6 maggio      |

| Andata (25ª) | Andata (25ª) | 7ª giornata                | Ritorno (34ª) | Ritorno (34ª) |
|              |              |                            |               |               |
| 11 marzo     | 0-2          | Osijek - Hajduk            | 0-3           | 13 maggio     |
| 11 marzo     | 2-1          | Šibenik - Dinamo           | 0-4           | 13 maggio     |
| 11 marzo     | 3-1          | Rijeka - Varaždin          | 0-2           | 13 maggio     |
| 11 marzo     | 5-4          | Gorica - Istra 1961        | 0-1           | 13 maggio     |
| 11 marzo     | 1-0          | Lokomotiva - Slaven Belupo | 0-0           | 13 maggio     |

| Andata (26ª) | Andata (26ª) | 8ª giornata             | Ritorno (35ª) | Ritorno (35ª) |
|              |              |                         |               |               |
| 18 marzo     | 1-0          | Dinamo - Rijeka         | 2-1           | 20 maggio     |
| 18 marzo     | 0-0          | Osijek - Šibenik        | 4-1           | 20 maggio     |
| 18 marzo     | 2-1          | Varaždin - Gorica       | 2-5           | 20 maggio     |
| 18 marzo     | 1-0          | Hajduk - Slaven Belupo  | 1-0           | 20 maggio     |
| 18 marzo     | 0-0          | Istra 1961 - Lokomotiva | 1-3           | 20 maggio     |

| \| Andata (27ª) \| Andata (27ª) \| 9ª giornata \| Ritorno (36ª) \| Ritorno (36ª) \| \| \| \| \| \| \| \| 1º aprile \| 1-1 \| Gorica - Dinamo \| 1-4 \| 28 maggio \| \| 1º aprile \| 1-1 \| Rijeka - Osijek \| 1-1 \| 28 maggio \| \| 1º aprile \| 2-3 \| Šibenik - Hajduk \| 0-3 \| 28 maggio \| \| 1º aprile \| 1-1 \| Lokomotiva - Varaždin \| 0-0 \| 28 maggio \| \| 1º aprile \| 2-0 \| Slaven Belupo - Istra 1961 \| 1-1 \| 28 maggio \| |              |                            |               |               |
| Andata (27ª) | Andata (27ª) | 9ª giornata                | Ritorno (36ª) | Ritorno (36ª) |
| |              |                            |               |               |
| 1º aprile | 1-1          | Gorica - Dinamo            | 1-4           | 28 maggio     |
| 1º aprile | 1-1          | Rijeka - Osijek            | 1-1           | 28 maggio     |
| 1º aprile | 2-3          | Šibenik - Hajduk           | 0-3           | 28 maggio     |
| 1º aprile | 1-1          | Lokomotiva - Varaždin      | 0-0           | 28 maggio     |
| 1º aprile | 2-0          | Slaven Belupo - Istra 1961 | 1-1           | 28 maggio     |

## Statistiche

### Squadre

#### Capoliste solitarie
|    | ——              | —— | —— | —— | —— | —— | —— | —— | ——  | ——  | ——  | ——  | ——  | ——  | ——  | ——  | ——  | ——  | ——  | ——  | ——  | ——  | ——  | ——  | ——  | ——  | ——  | ——  | ——  | ——  | ——  | ——  | ——  | ——  | ——  | —— |  |
|    | Dinamo Zagabria |    |    |    |    |    |    |    |     |     |     |     |     |     |     |     |     |     |     |     |     |     |     |     |     |     |     |     |     |     |     |     |     |     |     |    |  |
|    |                 |    |    |    |    |    |    |    |     |     |     |     |     |     |     |     |     |     |     |     |     |     |     |     |     |     |     |     |     |     |     |     |     |     |     |    |  |
|    |                 |    |    |    |    |    |    |    |     |     |     |     |     |     |     |     |     |     |     |     |     |     |     |     |     |     |     |     |     |     |     |     |     |     |     |    |  |
| 1ª | 2ª              | 3ª | 4ª | 5ª | 6ª | 7ª | 8ª | 9ª | 10ª | 11ª | 12ª | 13ª | 14ª | 15ª | 16ª | 17ª | 18ª | 19ª | 20ª | 21ª | 22ª | 23ª | 24ª | 25ª | 26ª | 27ª | 28ª | 29ª | 30ª | 31ª | 32ª | 33ª | 34ª | 35ª | 36ª |    |  |

### Individuali

#### Classifica marcatori
| Gol |  |  | Giocatore        | Squadra       |
| --- |  |  | ---------------- | ------------- |
| 19  |  |  | Marko Livaja     | Hajduk        |
| 14  |  |  | Matija Frigan    | Rijeka        |
| 12  |  |  | Ramón Miérez     | Osijek        |
| 12  |  |  | Fran Brodić      | Varaždin      |
| 12  |  |  | Luka Ivanušec    | Din. Zagabria |
| 11  |  |  | Ante Erceg       | Istra         |
| 11  |  |  | Jan Mlakar       | Hajduk        |
| 10  |  |  | Bruno Petković   | Din. Zagabria |
| 9   |  |  | Sandro Kulenović | Lok. Zagabria |
| 8   |  |  | Dion Drena Beljo | Osijek        |
| 8   |  |  | Mijo Caktaš      | Osijek        |
| 8   |  |  | Mislav Oršić     | Din. Zagabria |
| 8   |  |  | Monsef Bakrar    | Istra         |